# ジェンフェンギア
ジェンフェンギア（中国語名：尖峰虫、学名：Jianfengia）は、約5億年前のカンブリア紀に生息したメガケイラ類の化石節足動物の一属。数多くの節に分かれた細長い体をもつ、中国の Maotianshan Shale（澄江動物群、約5億1,800万年前）で見つかった Jianfengia multisegmentalis（多节尖峰虫）という1種のみによって知られる。

## 形態

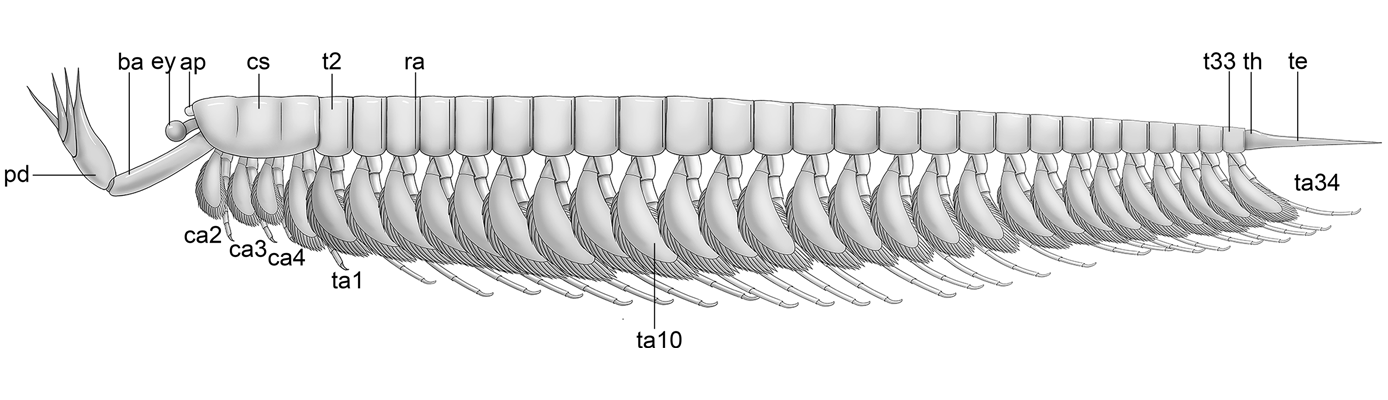
模式復元図（胴部26節の個体基準）

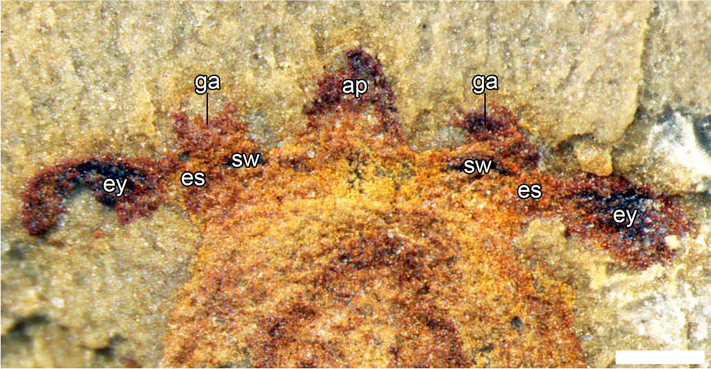
ジェンフェンギアの化石標本の先頭の構造
ap: 先頭の甲皮、es: 眼柄、ey：複眼、ga: 大付属肢基部

全長約2.5cm。体は頭部と数多くの体節に分かれた細長い胴部からなる。
頭部は丸みを帯びた長方形の背甲に覆われ、先頭には眼柄に附属した1対の複眼と、その間から突出した小さな甲皮（anterior sclerite）がある。眼と甲皮の直後には5節に分かれた典型的な大付属肢（great appendage）があり、最初の1節は細長い柄部で、残り4節は爪を4本もつ。大付属肢以降の頭部腹面は胴部のものと同形な脚を4対もつが、そのうち最後の1対を胴部由来とする見解もある。大付属肢と最初の脚の間には、口を覆いかぶさった上唇とハイポストーマの複合体（hypostome/labrum complex）が1本突出する。
胴部は最少では20節ほど、最多では26節（前述の頭部最後の付属肢から加算すると27節）からなる。各胴節は背側が左右が丸みを帯びた1枚の背板に覆われ、腹面が細長い内肢と鰭状の外肢からなる1対の二叉型の脚をもつ。